# Raionul Berdeansk, Zaporijjea
Berdeansk (în ucraineană Бердянський район, transliterat: Berdeanskîi raion) este un raion în regiunea Zaporijjea, Ucraina. Are reședința la Berdeansk.
Are o suprafață de 4.461,56 km². Populația este de 176.046 locuitori, determinată în 1 ianuarie 2022, prin bilanț demografic[*].